# Falta amor (canción)
«Falta amor» es una canción del cantante colombiano Sebastián Yatra del álbum Fantasía (2019) que relanzó en 2020 con el artista puertorriqueño Ricky Martin. Se reestrenó por Universal Music Latin Entertainment el 26 de marzo de 2020.

## Antecedentes
La canción es una balada, escrita por Yatra con los productores Andrés Torres y Mauricio Rengifo, es una nueva versión de la canción en solitario original incluida en el álbum de baladas de Yatra Fantasía (2019). Esta nueva versión servirá como un preludio para el concierto en vivo realizado por Enrique Iglesias y Ricky Martin que comienza en septiembre, en el que Yatra será telonero.
«Cantar con Ricky Martin es una locura», dijo Yatra sobre su colaboración en un comunicado. «Nunca hubiera pensado que fuera posible en [esta] vida. Es enorme no solo como latino, sino para cualquier persona que ama la música».

## Recepción crítica
Shock de Shock le dio a la canción una crítica positiva, diciendo que «Falta amor» es una balada urbana con un poderoso final de rock. Ambos cantantes son grandes artistas pop y lo dejan claro en esta pista. «Prefiero morir de amor a que el amor me falte" es una de las líneas de la canción y la composición lírica se centra en una declaración dolorosa para una persona que se niega a abrir su corazón y dejarse amar».

## Vídeo musical
El video musical se estrenó junto con la canción el 26 de marzo de 2020. Fue dirigido por Carlos Pérez. En el clip los dos se enfrentan a una banda de rock dentro de una fábrica bombardeada, y lamentan suavemente un amor que no ha sido correspondido. Los bailarines enmascarados se retuercen entre los restos para enfatizar el trabajo emocional.

## Posicionamiento en listas
| Listas (2020)                             | Mejor posición |
| ----------------------------------------- | -------------- |
| Argentina (Argentina Hot 100)             | 5              |
| Argentina (Monitor Latino)                | 5              |
| Bolivia (Monitor Latino)                  | 16             |
| Chile (Monitor Latino)                    | 16             |
| Colombia (National-Report)                | 80             |
| Costa Rica (Monitor Latino)               | 6              |
| Ecuador (National-Report)                 | 4              |
| Estados Unidos (Latin Digital Song Sales) | 7              |
| Estados Unidos (Latin Pop Airplay)        | 19             |
| México (Mexico Airplay)                   | 47             |
| Panamá Pop (Monitor Latino)               | 1              |
| Paraguay Pop (Monitor Latino)             | 8              |
| Perú Pop (Monitor Latino)                 | 7              |
| Puerto Rico Pop (Monitor Latino)          | 11             |
| República Dominicana Pop (Monitor Latino) | 6              |
| Uruguay (Monitor Latino)                  | 16             |

## Certificaciones
| País (organismo certificador) | Certificación   | Unidades certificadas |
| ----------------------------- | --------------- | --------------------- |
| Estados Unidos (RIAA)         | Platino (Latin) | 60 000                |